# 목성 자기권 궤도선
목성 자기권 궤도선(일본어: 木星磁気圏オービター, 영어: Jupiter Magnetospheric Orbiter, JMO)는 일본 우주항공연구개발기구에서 목성의 자기권을 "현장에서" 연구하기 위해 추진되었던 우주 탐사선이었지만, 취소되었다.

## 계획
목성 자기권 궤도선은 유로파 목성계 임무 - 라플라스 계획의 일본 탐사선으로써 추진되었었다. 그 후, 목성 트로이족 탐사선과 같이 목성으로 향하자는 제안도 제기되었다.
목성 탐사에 대한 유럽 우주국과 일본 우주항공연구개발기구 간의 국제적인 논의는 2006년에 시작되었다. 2007년 목성 자기권 궤도선과 목성 가니메데 궤도선을 2020년 같이 발사하여 2025~26년에 목성에 도달하게 하는 계획이 제안되었었다. 하지만 유로파 목성계 임무는 취소되었고 미국 항공우주국과 유럽 우주국, 러시아 연방 우주국은 각각 탐사선의 이름을 유로파 클리퍼, 목성 얼음 위성 탐사선, 라플라스-P로 개명하였다.
목성 자기권 궤도선의 목적은 목성의 자기권과 플라스마 구조를 다른 탐사선들과의 협조를 통해 "3개의 지점"에서 관측하는 것이었다. 목성 자기권 궤도선의 페이로드 중량은 10 kg이고, 따라서 과학 장비를 2~3개 정도밖에 싣지 못한다. 이전에 시도되지 않았던 탐사를 진행하기 위해 탐사선에는 주노 탐사선에 실린 것과 다른 파장의 X선 분광기가 실릴 예정이었다.
2013년 11월, 일본의 과학자들은 자체적으로 탐사선을 발사해 목성 얼음 위성 탐사선과 비슷한 시간에 목성에 도달하여 외행성 탐사를 시작하는 것은 어렵다고 발표했다. 이 때문에, 목성 탐사를 진행하기 위해서는 유럽 과학자들과의 직접적인 협력은 꼭 필요하게 되었다. 결국 일본에서 목성 얼음 위성 탐사선의 과학 장비 10개 중 4개를 제작하기로 결정되었다.